# ESky
eSky este o companie de turism poloneză, fondată în 2004 , care operează în peste 50 de piețe din Europa, America de Sud și de Nord, precum și în unele țări din Africa și regiunea Asia-Pacific. Ca agenție de turism online, oferă city break-uri și pachete turistice care combină biletele de avion și cazarea în pachete dinamice, precum și, separat, zboruri, cazare și servicii auxiliare (de exemplu: asigurări, transferuri de la aeroport, închirieri auto și bilete la evenimente sportive și atracții), utilizând motorul său de căutare personalizat - eSky Travel Search.
Compania operează sub mărcile eSky (în Europa, America de Nord, Africa, Asia și Oceania), eDestinos (în America Latină) și Thomas Cook (în Regatul Unit, Țările de Jos, Belgia). Este agent acreditat de Asociația Internațională de Transport Aerian (IATA).

## Profilul companiei
eSky operează pe piețele europene (Austria, Belgia, Bosnia și Herțegovina, Bulgaria, Croația, Republica Cehă, Danemarca, Finlanda, Germania, Ungaria, Irlanda, Italia, Moldova, Olanda, Norvegia, Polonia, Portugalia, România, Serbia, Slovacia, Spania, Suedia, Elveția, Turcia și Regatul Unit), în America de Sud (Argentina, Bolivia, Brazilia, Chile, Republica Dominicană, Guatemala, Honduras, Columbia, Costa Rica, Nicaragua, Panama, Paraguay, Peru, Puerto Rico și El Salvador), America de Nord (Statele Unite, Mexic), Africa (Maroc, Egipt, Nigeria, Kenya și Africa de Sud) și regiunea Asia-Pacific . În America de Sud, compania operează sub marca eDestinos.
eSky vinde bilete de avion de la aproape 600 de companii aeriene din întreaga lume și oferă rezervări hoteliere la peste 1,3 milioane de proprietăți. Ambele servicii sunt disponibile și sub formă de City Break sau Vacanțe (Zbor+Hotel), cunoscute în industria de turism sub denumirea de pachete dinamice. eSky oferă, totodată, asigurări de călătorie și servicii de închirieri auto, transferuri de la aeroport și rezervări de parcări. De asemenea, compania a dezvoltat eSky Travel Search, un motor de căutare personalizat pentru produsele de călătorie.
Sediul central eSky se află  în Katowice, Polonia.

## Istoric
Łukasz Habaj, Łukasz Kreski și Agnieszka și Piotr Stępniewski au fondat compania în anul 2004 și inițial s-a ocupat de călătorii în cadrul programului Work and Travel. Din 2005, eSky vinde bilete de avion prin intermediul platformei sale online. În 2009, eSky a lansat un sistem online de rezervare de hoteluri și de vânzare de asigurări de călătorie, iar în 2015 un serviciu de închirieri auto. Ca urmare a transformării activității sale într-o agenție de turism online, în 2023 eSky a introdus pachetele dinamice City Break și Vacanțe, integrându-le cu celelalte servicii disponibile pe platformă.
Începând cu 2008, compania a început să opereze pe piețele externe, inițial prin intermediul sucursalelor din Europa și America de Sud. În această perioadă, a fost lansat un motor de căutare pentru produse de călătorie - eSky Travel Search (ETS)  - care este acum utilizat și de parteneri externi, inclusiv Onet.pl, Fly4Free.pl și Pasazer.com.
În 2014, compania a obținut o investiție externă din partea unui fond de capital privat. Un an mai târziu, a achiziționat TravelTECH, o companie specializată în crearea și dezvoltarea de software pentru industria turismului. În 2015, eSky a vândut peste un milion de bilete de avion și a generat venituri de 1 miliard PLN.
În 2016, au avut loc schimbări în consiliul de administrație al companiei, legate de trecerea de la un model de management bazat pe proprietate la unul managerial. Între 2016 și 2017, fostul CEO al LOT Polish Airlines, Sebastian Mikosz, a ocupat funcția de președinte al consiliului de administrație eSky.
În iunie 2017, 6,3 % din acțiunile eSky au fost achiziționate pentru 15,6 milioane PLN de Wirtualna Polska Group , care în martie 2020 a decis să își vândă participația la eSky printr-o opțiune de vânzare.
În ianuarie 2019, aplicația de căutare a zborurilor eSky a fost lansată cu versiunea poloneză a Google Assistant.
În 2020, Łukasz Habaj, unul dintre fondatorii eSky, s-a întors în companie pentru a o conduce ca CEO prin cea mai mare criză din industria turismului, cauzată de pandemia de COVID-19.
În februarie 2022, fondul MCI.PrivateVentures FIZ, deținut de MCI Capital, o companie listată public, a încheiat un acord pentru achiziționarea a 55% din acțiunile eSky. Scopul fondului a fost de a sprijini compania poloneză de turism în consolidarea poziției pe piața globală și în implementarea strategiei sale de dezvoltare tehnologică. Fondatorii eSky, deținând împreună 45% din acțiuni, au păstrat controlul asupra companiei. Valoarea tranzacției a fost de aproximativ 158 milioane PLN, incluzând și recapitalizarea companiei.
În 2023, eSky a depășit pentru prima dată în istoria sa pragul de 3 miliarde PLN în venituri din vânzări, atingând o valoare totală a tranzacțiilor de 3,5 miliarde PLN. În aceeași perioadă, EBITDA companiei a fost de 81 milioane PLN. De asemenea, în 2023, 3,3 milioane de clienți au utilizat serviciile companiei, iar numărul total al rezervărilor a ajuns la 2,2 milioane.
În aprilie 2024, eSky a încheiat un parteneriat cu cel mai mare transportator low-cost din Europa, Ryanair. Datorită acordului, clienții eSky au obținut acces la întreaga rețea de rute și posibilitatea de a rezerva zboruri direct pe platforma eSky. Premisa parteneriatului a fost transparența prețurilor și accesul direct al clienților platformei de turism la rezervările lor prin intermediul sistemului transportatorului. În aprilie 2025, acordul de cooperare dintre eSky Group și Ryanair a fost prelungit pentru încă doi ani.
În septembrie 2024, în temeiul unui acord de achiziție semnat cu Fosun Tourism Group, eSky a finalizat achiziția celui mai vechi brand de turism din lume, Thomas Cook (cu excepția operațiunilor sale din China și India). Obiectivul principal al achiziției a fost de a valorifica experiența Thomas Cook în domeniul pachetelor turistice pentru a aduce eSky în top trei furnizori de pachete turistice dinamice din Europa. Pentru eSky, această mișcare a avut ca scop consolidarea poziției sale în Regatul Unit și în Europa de Vest , precum și accelerarea expansiunii internaționale în țările în care marca Thomas Cook este cel mai bine cunoscută. Thomas Cook are unul dintre cele mai recunoscute branduri de pe piața de turism din Regatul Unit. Ca urmare a achiziției, compania britanică va avea acces la inventarul de zboruri al eSky cu peste 500 de transportatori cu servicii complete și low-cost, precum Lufthansa Group sau Ryanair.
În decembrie 2024, o aplicație eSky 3.0 actualizată a fost disponibilă pentru Android și iOS. Printre altele, versiunea a introdus „chilipirurile zilei” personalizate, a extins căutarea zborurilor în funcție de dată și durata sejurului și a câștigat o nouă zonă pentru gestionarea rezervărilor. Pachetele dinamice City Break și Holiday sunt planificate să fie adăugate în al doilea trimestru al anului 2025.
La 6 februarie 2025, Andrzej Kozłowski, fost vicepreședinte și director financiar, a preluat funcția de CEO al eSky Group, înlocuindu-l pe Łukasz Habaj, care a demisionat din motive de sănătate și a rămas în consiliul de supraveghere. Kozlowski lucrează în cadrul companiei din 2015 și face parte din consiliul de administrație al acesteia din 2016. Acesta are peste 15 ani de experiență în domeniul finanțelor și al managementului, pe care a dobândit-o, printre altele, la Deloitte și în timp ce conducea creșterea eSky în domeniile operațional și internațional, contribuind la creșterea EBITDA de peste 10 ori).